# Jan Celek

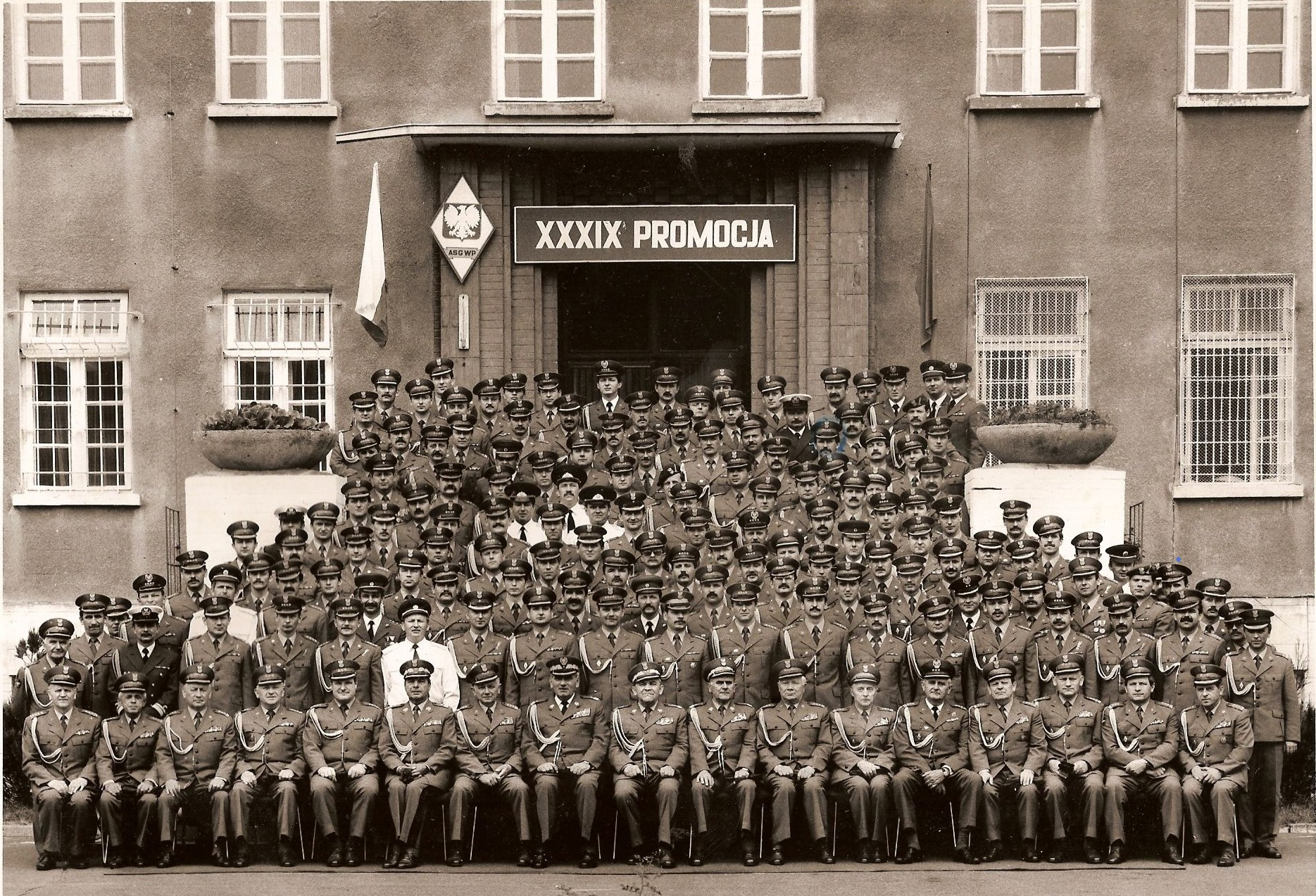
Kadra i absolwenci ASG WP w roku 1989, w pierwszym rzędzie 6 od lewej gen. bryg. Janusz Gumuliński, 7 – płk prof. Julian Kaczmarek, 8 – gen. bryg. dr Jan Celek, 9 – gen. dyw. prof. Władysław Mróz, 10 – gen. bryg. Kazimierz Leśniak, 11 – płk prof. Kazimierz Nożko, 13 – płk prof. Jerzy Machura.

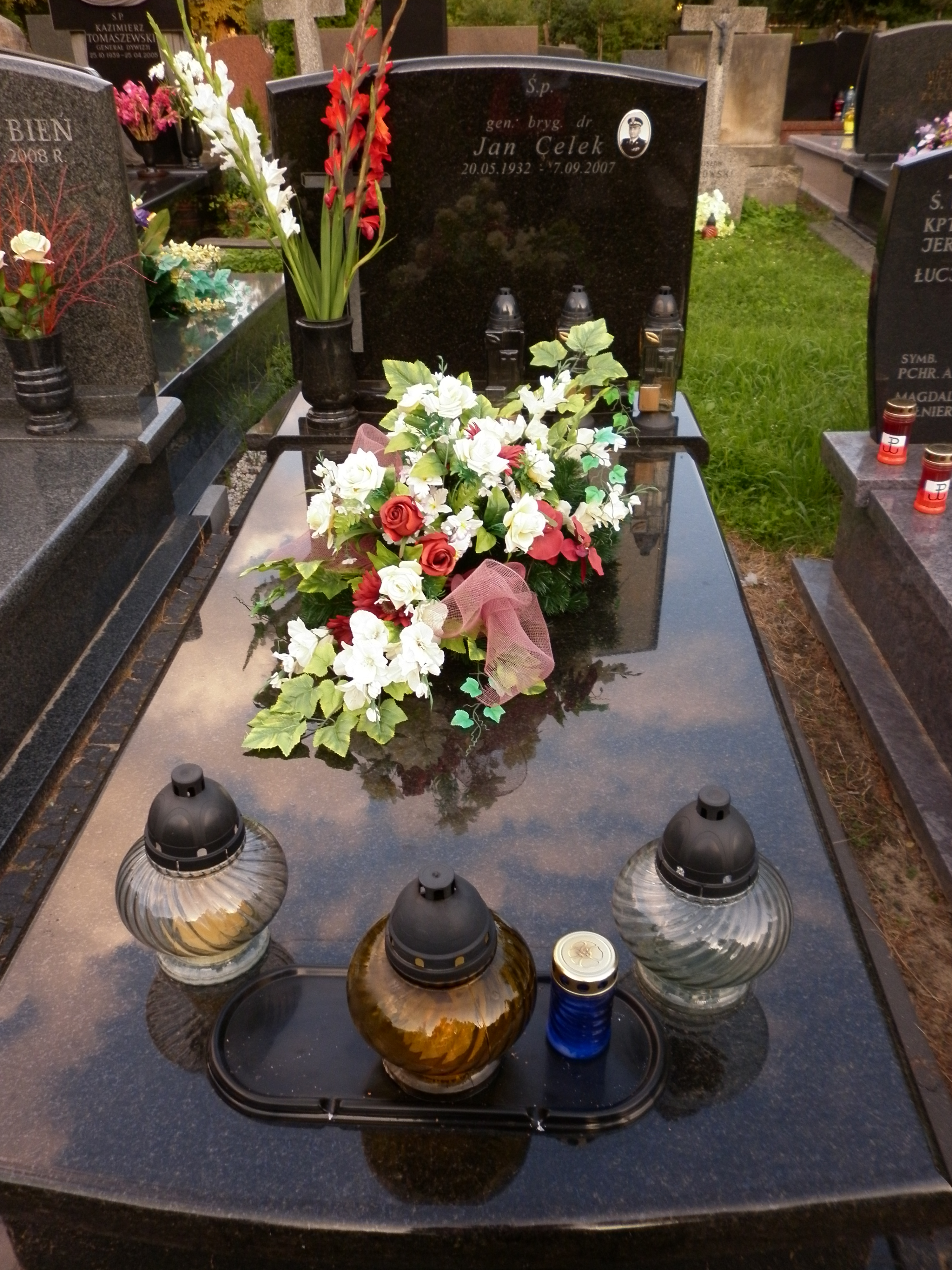
Grób Jana Celka na Cmentarzu Wojskowym na Powązkach

Jan Celek (ur. 20 maja 1932 w Słocinie, zm. 7 września 2007 w Warszawie) – polski generał brygady, doktor nauk humanistycznych.

## Życiorys
W 1947 podjął naukę w Gimnazjum Administracyjno-Handlowym im. K. Hoffmanowej w Rzeszowie, w 1950 zdał małą maturę. W 1950 na własną prośbę wstąpił do ludowego Wojska Polskiego. W latach 1950–1952 był podchorążym Oficerskiej Szkoły Politycznej w Łodzi. Szkołę ukończył w lipcu 1952 i został promowany na stopień podporucznika w korpusie oficerów politycznych. Aktu promocji dokonał szef Głównego Zarządu Politycznego WP gen. bryg. Marian Naszkowski. Po promocji został skierowany do Oficerskiej Szkoły Lotniczej w Dęblinie, gdzie był wykładowcą politycznym, a od 1954 wykładowcą Cyklu Politycznego. W 1955 był instruktorem Wydziału I Oddziału II szkolnictwa wojskowego w Dowództwie Wojsk Lotniczych i Obrony Przeciwlotniczej Obszaru Kraju. Po kilku miesiącach powrócił na własną prośbę do Oficerskiej Szkoły Lotniczej w Dęblinie, gdzie był kolejno wykładowcą Cyklu Politycznego, wykładowcą Cyklu Przedmiotów Historyczno-Społecznych (od 1958) i starszym wykładowcą Cyklu Przedmiotów Społeczno-Politycznych (od 1963). W 1957 zdał egzamin maturalny w Liceum dla pracujących w Dęblinie. Od 1957 studiował zaocznie na Wydziale Historycznym Uniwersytetu Warszawskiego, pracę magisterską obronił w 1963. W 1959 ukończył kurs doskonalenia oficerów-wykładowców w OSL w Dęblinie. W 1971 został kierownikiem Cyklu Przedmiotów Społeczno-Politycznych Wyższej Oficerskiej Szkoły Lotniczej w Dęblinie, a w 1973 powierzono mu pełnienie obowiązków docenta - kierownika Cyklu Przedmiotów Społeczno-Politycznych. W 1974 uchwałą Rady Naukowej Wydziału Humanistycznego Uniwersytetu Marii Curie-Skłodowskiej w Lublinie otrzymał stopień doktora nauk humanistycznych. W 1975 został zastępcą komendanta uczelni ds. politycznych. Był wówczas zastępcą gen. bryg. pil. Józefa Kowalskiego.
Od czerwca 1979 do czerwca 1982 był szefem Katedry Teorii i Metodyki Pracy Partyjno-Politycznej w Siłach Zbrojnych w Wojskowej Akademii Politycznej im. Feliksa Dzierżyńskiego w Warszawie. W 1977 ukończył w tej uczelni kurs przeszkolenia szczebla operacyjnego. Od czerwca 1982 pełnił obowiązki, a od lipca 1983 do lutego 1987 roku był zastępcą dowódcy Wojsk Lotniczych do spraw politycznych (gen. dyw. Tytusa Krawczyca) w Poznaniu. 27 września 1984 na mocy uchwały Rady Państwa PRL otrzymał nominację na stopień generała brygady; nominację wręczył mu 10 października 1984 w Belwederze przewodniczący Rady Państwa prof. Henryk Jabłoński. W 1985 ukończył Wyższy Kurs Akademicki w Wojskowej Akademii Sztabu Generalnego Sił Zbrojnych ZSRR im. Woroszyłowa w Moskwie. Od lutego 1987, w związku z krytycznym stanem zdrowia gen. bryg. Ludwika Sobieraja pełnił obowiązki, a po jego śmierci w czerwcu 1987 został zastępcą komendanta do spraw politycznych Akademii Sztabu Generalnego WP im. gen. broni Karola Świerczewskiego w Rembertowie. Po zniesieniu aparatu partyjno-politycznego w WP (na mocy zarządzenia organizacyjnego szefa Sztabu Generalnego WP z 22 stycznia 1990 był zastępcą komendanta Akademii do spraw wychowawczych. Zwolniony do rezerwy 14 listopada 1990, pożegnany 16 listopada 1990 przez ministra obrony narodowej wiceadm. Piotra Kołodziejczyka w związku z zakończeniem zawodowej służby wojskowej. Został także pożegnany przez komendę i kadrę Wyższej Oficerskiej Szkoły Lotniczej.
W pracy naukowej, dydaktyczno-wychowawczej i publicystycznej zajmował się z pasją historią lotnictwa i szkolnictwa lotniczego oraz publicystyką wojskowo-polityczną i wychowania wojskowego. Głównym przedmiotem jego zainteresowania zarówno w sensie naukowym, jak też popularyzatorskim – była szkoła dęblińska i wojenne losy jej wychowanków. Temu też poświęcona jest jego bogata publicystyka, obejmująca trzy monografie i ponad 250 artykułów opublikowanych w czasopismach lotniczych, wydawnictwach okolicznościowych i prasie. W 1966 był współorganizatorem Zlotu Trzech Pokoleń Lotników - wychowanków szkoły dęblińskiej. Przyczynił się także do powstania muzeum szkoły (1969).
W stanie spoczynku działał w Klubie Generałów Wojska Polskiego oraz był członkiem Stowarzyszenia Seniorów Lotnictwa Wojskowego RP. Utrzymywał żywe kontakty z dęblińską uczelnią lotniczą, a w 75-lecie jej powstania został powołany do Honorowego Komitetu Naukowego konferencji poświęconej dziejom tej „Szkoły Orląt”. Pochowany na Cmentarzu Wojskowym na Powązkach w Warszawie (kwatera FII-3-10).

## Awanse
W trakcie wieloletniej służby w ludowym Wojsku Polskim otrzymywał awanse na kolejne stopnie wojskowe:
- podporucznik - 1952
- porucznik - 1954
- kapitan - 1957
- major - 1962
- podpułkownik - 1967
- pułkownik - 1975
- generał brygady - 1984

## Życie prywatne
Syn Stanisława (1904-1989), robotnika i Bronislawy z domu Płonka (1902-1983).
Mieszkał w Warszawie. Od 1955 żonaty z Wiesławą Barbarą z domu Rogowską (1934-2020). Małżeństwo miało syna i córkę.

## Odznaczenia
- Krzyż Oficerski Orderu Odrodzenia Polski (1982)
- Krzyż Kawalerski Orderu Odrodzenia Polski (1972)
- Złoty Krzyż Zasługi (1965)
- Medal Komisji Edukacji Narodowej (1975)
- Medal 30-lecia Polski Ludowej
- Medal 40-lecia Polski Ludowej
- Medal Zasłużony dla Wojsk Lotniczych
- Złoty Medal „Siły Zbrojne w Służbie Ojczyzny”
- Srebrny Medal Siły Zbrojne w Służbie Ojczyzny
- Złoty Medal „Za zasługi dla obronności kraju”
- Srebrny Medal „Za zasługi dla obronności kraju”
- Brązowy Medal „Za zasługi dla obronności kraju”
- Statuetka Ikara za zasługi dla wychowania personelu latającego Wojsk Lotniczych (1990)
- Odznaki honorowe za zasługi dla miasta Poznania, województwa warszawskiego, województwa lubelskiego, województwa rzeszowskiego, województwa poznańskiego, WOSL, ZHP, Polskich Linii Lotniczych LOT, PTTK oraz dla lotnictwa sportowego.